# Beatrice Palme
Beatrice Palme (Roma, 1960) è un'attrice italiana.

## Biografia
Nata a Roma, è figlia d'arte degli attori Ulf Palme e Anna Maria Larussa. Beatrice esordisce al cinema nella prima metà degli anni ottanta interpretando ruoli da comprimaria, successivamente diviene nota al pubblico con il personaggio di Lidia Cairoli in È arrivato mio fratello in cui recita al fianco di Renato Pozzetto.
Attrice versatile, si è fatta spazio dalle commedie ai drammi fino ai thriller a sfondo erotico, tra i ruoli in cui ha avuto maggiore spessore si possono citare quello di Talluhak in Renegade - Un osso troppo duro e quello di Caterina, la moglie di uno dei tre protagonisti in Stasera a casa di Alice; dalla seconda metà degli anni novanta si dedica saltuariamente all'attività di doppiatrice.

## Filmografia

### Cinema
- Benvenuta, regia di André Delvaux (1984)
- Il diavolo sulle colline, regia di Vittorio Cottafavi (1985)
- È arrivato mio fratello, regia di Castellano e Pipolo (1985)
- Foxtrap, regia di Fred Williamson (1986)
- Molly O, regia di Gino Bortoloni (1986)
- Renegade - Un osso troppo duro, regia di E.B. Clucher (1987)
- Nuovo Cinema Paradiso, regia di Giuseppe Tornatore (1988)
- Le diaboliche, regia di Luigi Russo (1989)
- Pestalozzis Berg, regia di Peter Von Gunten (1989)
- Lo zio indegno, regia di Franco Brusati (1989)
- Gioco al massacro, regia di Damiano Damiani (1989)
- Stasera a casa di Alice, regia di Carlo Verdone (1990)
- Il male oscuro, regia di Mario Monicelli (1990)
- Un metrò all'alba, regia di Fabrizio Lori (1990)
- Americano rosso, regia di Alessandro D'Alatri (1991)
- Adelaide, regia di Lucio Gaudino (1992)
- In camera mia, regia di Luciano Martino (1992)
- Cinecittà... Cinecittà, regia di Renzo Badolisani (1992)
- Niente stasera, regia di Ennio De Dominicis (1993)
- Le donne non vogliono più, regia di Pino Quartullo (1993)
- Beba, regia di Lionello Massobrio (1993)
- Carogne - Ciro and me, regia di Enrico Caria (1995)
- Marquise, regia di Véra Belmont (1997)
- Petits désordres amoureux, regia di Olivier Péray (1998)
- Come un pesce fuor d'acqua (Comme un poisson hors de l'eau), regia di Hervé Hadmar (1999)
- Riconciliati, regia di Rosalía Polizzi (2001)
- Bonjour Michel, regia di Arcangelo Bonaccorso (2004)
- Atanomia di un Massacro, regia di Michelangelo Bertocchi (2024)

### Televisione
- La nouvelle malle des Indes, regia di Christian-Jaque (1981)
- L'amante dell'Orsa Maggiore, regia di Anton Giulio Majano (1983) (Serie TV, 1ª stagione episodi 1 e 2)
- Allò Beatrice, regia di Jacques Besnard (1984) (Serie TV, 1ª stagione episodio 5)
- Un caso d'incoscienza, regia di Emidio Greco (1984)
- Aeroporto internazionale, regia di registi vari (1985)
- Una grande storia d'amore, regia di Duccio Tessari (1988)
- Liebe ist stärker als der Tod, regia di Juraj Herz (1988)
- Valentina, regia di Gianfranco Giagni (1989) (Serie TV, 1ª stagione episodio 10)
- Pronto soccorso (1990)
- L'ispettore Sarti - Un poliziotto, una città, regia di Maurizio Rotundi e Giulio Questi (1991-1994) (Serie TV, 2 episodi)
- Piazza di Spagna, regia di Florestano Vancini - miniserie TV (1992)
- I ragazzi del muretto, regia di Ruggero Deodato (1993) (Serie TV, 2ª stagione episodio 9)
- Un posto al sole – soap opera (1996)[1]
- Le ragazze di piazza di Spagna, regia di José María Sánchez (1999) (Serie TV, 2ª stagione)
- Mio figlio ha 70 anni, regia di Giorgio Capitani (1999)
- Mary Lester, regia di Philomène Esposito (2000) (Serie TV, 1ª stagione episodio 3)
- Carabinieri 2 (2003) (serie tv, 2ª stagione ep. 17 Posta in arrivo)
- Un anno a primavera, regia di Angelo Longoni (2005)
- Distretto di Polizia 7, regia di Alessandro Capone - serie TV, episodio 7x19 (2007)
- R.I.S. 4 - Delitti imperfetti, regia di Pier Belloni - serie TV, episodio 4x06 (2008)
- La mia casa è piena di specchi, regia di Vittorio Sindoni (2010)

### Cortometraggi
- Il rapimento Gancia, regia di Matteo Pedani (1996)
- Il naso storto, regia di Antonio Ciano (2002)

## Doppiatrici italiane
- Anna Marchesini in È arrivato mio fratello
- Antonella Baldini in Renegade - Un osso troppo duro[2]

## Doppiaggio
- Catherine Deneuve in Dancer in the Dark
- Anne Parillaud in Gangsters
- Cecilia Narova in Tango
- Eulalia Ramòn in Goya